# Елізабет Аллан
Елізабет Аллан (англ. Elizabeth Allan; 9 квітня 1910 — 27 липня 1990) — англійська акторка театру та кіно, яка працювала як у Великій Британії, так і в Голлівуді, зігравши у близько 50 фільмах протягом понад чверті століття.

## Життя та кар'єра
Народилася в Скегнессі, Лінкольншир у 1910 році та здобула освіту в Дарлінгтоні, графство Дарем. У 17 років дебютувала на сцені у театрі «Old Vic». Через чотири роки дебютувала у кіно, з'явившись у фільмі «Алібі».
Вона почала свою кар'єру, з'являючись у ряді фільмів студії Джуліуса Хагена «Twickenham Studios», але також знімалася у фільмах компанії «Gainsborough Pictures» та у режисера Александра Корди. У 1932 році вона вийшла заміж за Вільфріда Дж. О'Браєна, з яким її познайомив актор Герберт Маршалл. Їх шлюб тривав до смерті чоловіка у 1977 році.
У 1933 році почала співробітництво з американськими кінокоманіями, підписавши контракт з Metro-Goldwyn-Mayer. Найуспішнішим став для неї 1935 рік, коли вона з'явилась у двох помітних адаптаціях творів Діккенса (нещасна молода мати Девіда в фільмі «Девід Коперфілд» Джорджа К'юкора та Люсі Манетт у «Казці про два міста» Джека Конвея), а також отримала роль в фільмі «Знак вампіра» Тода Броунінга.
Але наступні роки були невдалими MGM оголосила її за провідну роль у «Цитаделі» Кінга Відора, але згодом її замінила Розалінда Рассел. Коли її знову замінила Грір Гарсон у «До побачення, містер Чіпс», Елізабет успішно подала позов до студії. Студія помстилася, відмовившись дозволити їй працювати, і, розчарувавшись, Аллан повернулася до Великої Британії у 1938 році.
У кінці своєї кар'єри вона була частою учасницею телевізійних ігор, включаючи британську версію «What My Line?». Її назвали найкращою жіночою телевізійною особою Великої Британії 1952 року.
Померла в Хоуві, Східний Сассекс, у віці 80 років.

## Вибрана фільмографія
- 1931 — Чорна кава / Black Coffee
- 1933 — Забігаючи наперед
- 1935 — Девід Коперфілд
- 1936 — Дама з камеліями / Camille
- 1937 — Корабель невільників